# Sa Pobla d'en Verdigo
Sa Pobla d'en Verdigo és una possessió del terme de Llucmajor, Mallorca. Està situada a la marina, entre les possessions de s'Àguila, Son Mut Aliardo, Cas Frares i es Carbonells. És una segregació de Son Mut Aliardo i és documentada el 1476. Té una extensió de 59 quarterades.

## Jaciments arqueològics
En aquesta possessió hi ha les Restes prehistòriques de sa Pobla, un conjunt de restes, molt arrasades, del talaiòtic final.